# Итсак
Итса́к (фр. Itzac, окс. Itsac) — коммуна во Франции, находится в регионе Юг — Пиренеи. Департамент — Тарн. Входит в состав кантона Кармо-2 Валле-дю-Серу. Округ коммуны — Альби.
Код INSEE коммуны — 81108.

## География
Коммуна расположена приблизительно в 540 км к югу от Парижа, в 60 км северо-восточнее Тулузы, в 27 км к северо-западу от Альби.

## Климат
Климат умеренно-океанический. Зима мягкая и дождливая, лето жаркое с частыми грозами. Ветры довольно редки.

## Население
Население коммуны на 2010 год составляло 144 человека.
| 1962 | 1968 | 1975 | 1982 | 1990 | 1999 | 2010 |
| ---- | ---- | ---- | ---- | ---- | ---- | ---- |
| 121  | 125  | 127  | 106  | 98   | 111  | 144  |

## Администрация
| Период | Период | Фамилия        | Партия | Примечания |
| ------ | ------ | -------------- | ------ | ---------- |
| 2001   | 2008   | Жак Мюффато    |        |            |
| 2014   | 2020   | Кристиан Лонкё |        |            |

## Экономика
В 2007 году среди 71 человека в трудоспособном возрасте (15—64 лет) 54 были экономически активными, 17 — неактивными (показатель активности — 76,1 %, в 1999 году было 70,6 %). Из 54 активных работали 47 человек (26 мужчин и 21 женщина), безработных было 7 (3 мужчин и 4 женщины). Среди 17 неактивных 1 человек был учеником или студентом, 6 — пенсионерами, 10 были неактивными по другим причинам.